# Голяма индийска пчела
Голямата индийска пчела (Apis dorsata) е медоносна пчела разпространена в югоизточна Азия — Индия, Индокитай, о. Цейлон, Малайски архипелаг и др. Това е най-голямата медоносна пчела и на размери работничките обикновено достигат 17–20 mm.
Пчелите изграждат единични пити на открито с големина до 2 метра. Тъй като не живее в затворени гнезда, мигрира при неблагоприятно време и е изключително отбранителна, голямата индийка не е пригодна за одомашаване.
Местните хора събират меда на пчелата като разпалват огън под гнездото за да изгонят пчелите. От една пита могат да се съберат до 20–30 кг. мед.